# Gaynor Weatherley
Gaynor Weatherley (* um 1945, geborene Gaynor Simpson) ist eine neuseeländische Badmintonspielerin. 

## Karriere
Gaynor Simpson wurde 1965 erstmals nationale Meisterin in Neuseeland. Weitere Titelgewinne folgten 1967 und 1969. 1966 und 1974 nahm sie an den Commonwealth Games teil.

## Sportliche Erfolge
| Saison | Veranstaltung                 | Disziplin   | Platz | Name                               |
| ------ | ----------------------------- | ----------- | ----- | ---------------------------------- |
| 1965   | Neuseeländische Meisterschaft | Mixed       | 1     | Don Higgins / Gaynor Simpson       |
| 1965   | Neuseeländische Meisterschaft | Dameneinzel | 1     | Gaynor Simpson                     |
| 1967   | Neuseeländische Meisterschaft | Damendoppel | 1     | Alison Glenie / Gaynor Weatherley  |
| 1969   | Neuseeländische Meisterschaft | Damendoppel | 1     | Gilda Tompkins / Gaynor Weatherley |